# Matthew Kapstein
Matthew T. Kapstein, né le 15 décembre 1949, est bouddhologue, indianiste et tibétologue américain. Il est professeur à la faculté de théologie de l'université de Chicago (en) (University of Chicago Divinity School.) et a été directeur d'études titulaire de la chaire «religions tibétaines» à l'École pratique des hautes études de 2002 à 2018.

## Biographie
Au milieu des années 1970, alors qu'il étudie le tibétain à l'université Columbia à New York, il fait la connaissance de l'homme politique et historien tibétain Tsepon W. D. Shakabpa qui, comme lui, consulte le fonds tibétain de la bibliothèque universitaire dans une pièce en sous-sol baptisée ironiquement « la cage ». C'est pour le jeune homme l'occasion de parler tibétain et de découvrir les problèmes soulevés par la rédaction d'une histoire du Tibet,.
Matthew Kapstein a enseigné au département des études Sud-Asiatiques de l'Université de Chicago de 1986 à 1989. Par la suite, il a été membre du département de religion de l'Université Columbia à New York et, de 1996 à 2021, Professeur invité des études bouddhiques à l’université de Chicago. Depuis 2002, il a travaillé pour le Département d'études religieuses à l'École pratique des hautes études à Paris où il est directeur des études tibétaines.
Spécialisé dans la philosophie indienne et les traditions bouddhistes du Tibet. Il est membre du conseil d'administration de la Tibetan and Himalayan Library de l'Université de Virginie et a travaillé sur le développement des ressources pour l'étude du tibétain et l'histoire du Tibet. Il a réuni une importante collection de travail photographique sur le Tibet.
En octobre 1987, alors que des manifestations ont dégénéré en émeutes à Lhassa[citation nécessaire], il est interviewé par Fox Butterfield et s'exprime sur la culture et l'identité tibétaines depuis l'intervention de la Chine en 1950.

## Accueil critique
Pour Roger-Pol Droit,  l'ouvrage Les Tibétains est « une synthèse accessible, par un grand expert, capable d’embrasser ces kyrielles de données, de les mettre en ordre, d’en faire un livre exact, à la fois encyclopédique et subtilement nuancé. ». Dans son ouvrage Clichés tibétains: idées reçues sur le Tibet, la tibétologue Françoise Robin considère  The Tibetans, paru en 2006, comme un « ouvrage fondamental qui fait un point sur la civilisation et l'histoire du Tibet, par un tibétologue mondialement reconnu pour sa connaissance des sources tibétaines ».

## Publications
- (en) Buddhism in Contemporary Tibet: Religious Revival and Cultural Identity, ouvrage collectif sous la direction de Melvyn Goldstein et Matthew Kapstein, University of California Press, 1998.
- (en) The Tibetan Assimilation of Buddhism: Conversion, Contestation, and Memory, Oxford University Press, 2000.
- (en) Reason's Traces: Identity and Interpretation in Indian & Tibetan Buddhist Thought, Wisdom Publications, 2001.
- (en) The Nyingma School of Tibetan Buddhism: Its Fundamentals and History, Wisdom Publications, 2002.
- (en) The Presence of Light: Divine Radiance and Religious Experience, University of Chicago Press, 2004.
- (en) The Tibetans, Wiley, 2006, 360 p. (vol. 12 of Peoples of Asia) ; (fr): Les Tibétains Traduit de l'anglais par Thierry Lamouroux, Paris, Les Belles Lettres, 490 p, 2015.
- (en) Contributions to the Cultural History of Early Tibet (Volume 14 of Brill's Tibetan Studies Library), BRILL, 2007.
- (en) Buddhism Between Tibet and China, Wisdom Publications, 2009.
- (en) The Rise of Wisdom Moon, New York, 2009.